# The Principal and the Pauper
«The Principal and the Pauper» («Директор и нищий») — второй эпизод девятого сезона мультсериала «Симпсоны». Впервые вышел в эфир 28 сентября 1997 года. Сценарий был написан Кеном Килером, а режиссёром серии стал Стивен Дин Мур.

## Сюжет
Директор Скиннер готовится отмечать своё «двадцатилетие директорства». Инспектор Чалмерс вместе с остальными учителями устраивает Скиннеру грандиозную вечеринку. Всё идет замечательно, пока туда не приходит настоящий Сеймур Скиннер, случайно проезжавший мимо школы. Выясняется, что Сеймур Скиннер (на самом деле Армен Тамзарян) в своё время был вором и хулиганом из Кэпитал-Сити, которого суд поставил перед выбором — отправиться в тюрьму или в армию. Он выбрал последнее, не думая о том, что начнётся Вьетнамская война. Там Тамзарян познакомился с настоящим Сеймуром Скиннером, который стал ему как старший брат. Но вскоре он погиб от разрыва снаряда. Тогда Армен решил присвоить себе имя и жизнь настоящего Скиннера, к тому же он не смог сказать правду его матери, которая приняла его за своего сына. С той поры лже-Скиннер пытался исполнить все мечты настоящего Скиннера, включая директорство в школе. Однако настоящий Скиннер не погиб, а попал в плен, а потом — в Китай, где он «собирал Сникерсы». Но вскоре фабрику закрыли, и Скиннер вернулся домой.
Тамзарян остаётся директором, но теперь его все воспринимают как мошенника, и он решает покинуть Спрингфилд. Он передаёт бразды правления директора настоящему Скиннеру, забирает свои вещи из дома Скиннеров и прощается со своей возлюбленной Эдной Крабаппл, красавицей-учительницей Барта. А затем он уезжает из Спрингфилда на своём мотоцикле, одетый в кожаную куртку.
Первоначально новый Скиннер нравится горожанам, однако он не нравится Эдне и её классу из-за своей грубости в общении с девушкой и неодобрительного отношения к выходкам её класса. Агнесс тоже не лучшего отношения к новому Скиннеру — он не такой послушный, как Тамзарян. Ну а Эдна просто считает его дураком. Тогда Мардж, Агнесс, Эдна (а также Гомер, дети, дедушка и Джаспер Бэрдли) отправляются в Кэпитал-Сити, на миссию по обнаружению лже-Скиннера (Тамзаряна). Первоначально Тамзарян не хочет назад, но властная Агнесс его переубеждает. Настоящего Скиннера привязывают к железнодорожной платформе и изгоняют из города. Судья Шнайдер узаконивает Тамзаряна под именем Сеймура Скиннера, и всё становится как обычно. Радостный Скиннер обещает гражданам, что теперь они увидят нового Скиннера, но из-за претензий Агнесс мы этого не увидим…

## Производство
Этот эпизод стал последним, сценарий к которому написал Кен Килер. Многие фаны отмечают, что сюжет данной серии основан на истории Мартена Герра и фильме 1993 года «Соммерсби». По словам директора по анимации Стивена Дин Мура, рабочим названием серии было «Скиннерсби». Сам Килер говорил, что при создании серии он был вдохновлён судебным процессом по делу Тичборна, который проходил в XIX веке в Англии. Окончательное название эпизода является отсылкой к книге Марка Твена «Принц и Нищий».
Будучи продюсерами, Билл Оукли и Джош Вайнштейн очень волновались во время создания данного эпизода, так как Директор Скиннер был одним из любимейших персонажей дуэта. Подобное уже наблюдалось во время создания серии «Sweet Seymour Skinner’s Baadasssss Song» из пятого сезона, в котором Скиннер впервые предстал как основной персонаж. По словам Оукли, «оба продюсера потратили на создание личности Скиннера около месяца, всё больше погружаясь в его личность, и каждая деталь, подмеченная дуэтом, была добавлена в сюжет, дабы персонаж вышел более интересным и необычным».
Описывая настоящего Сеймура Скиннера, Килер отметил, что «было бы легко сделать его ужасным, противным и неприятным типом, но мы этого не сделали, мы сделали его не слишком правильным, немного похожим на нашего Скиннера, и добавили немножко чего-нибудь нового и необычного». Для озвучивания персонажа продюсеры выбрали Мартина Шина, ибо этот актёр им приглянулся своей ролью в фильме «Апокалипсис сегодня», где он играл ветерана Вьетнамской войны.
Килер назвал лже-Скиннера Армином Тамзаряном. Так звали аджастера, который оказал Килеру помощь после того, как тот по пути в Лос-Анджелес попал в ДТП. Реальный Тамзарян до самого выхода серии в эфир не знал об этом решении. Вскоре Килер получил короткое письмо от Тамзаряна, в котором тот поинтересовался, каким образом его имя попало в сериал. Килер боялся, что из-за этого поступка у него будут неприятности с законом, но Тамзарян быстро объяснил, что он написал письмо из простого любопытства и не собирался никого пугать.

## Отношение критиков и публики
Выйдя на экраны в США, «The Principal and the Pauper» стал сорок первым в рейтингах за неделю (22—28 сентября 1997 года) и получил рейтинг Нильсена «9.2». Эпизод стал вторым по количеству просмотров на канале FOX. Средний рейтинг Канала FOX данной серии — 6.4.
«The Principal and the Pauper» стал одним из самых противоречивых эпизодов за весь сериал. Многие критики и фанаты негативно восприняли тот факт, что Директор Скиннер (постоянный персонаж сериала ещё с самого первого сезона) всё это время был самозванцем. В своей книге «Planet Simpson» Крис Тёрнер описал серию как «медленный шаг к завершению „Золотого Века“ Симпсонов», коим он считал серии со второй половины 3 сезона. Тёрнер назвал серию «одной из слабейших в истории Симпсонов, несмотря на то, что эпизод весьма неплох, он не дотягивает до качества времён „Золотого Века“, были в серии и смешные моменты, но их мало». Также негативное отношение к серии показано в статьях Яна Джонса из «The Guardian», Алана Сэпинвалла из «The Star-Ledger», Джона Хэйна из «Jump the Shark: TV Edition» и Джейиса Грини из «Nerve.com». Однако Уоррен Мартин и Адриан Вуд, авторы книги «I Can’t Believe It’s a Bigger and Better Updated Unofficial Simpsons Guide», положительно отозвались о серии, назвав её «одной из лучших серий всех времён благодаря тому, что здесь были показаны с человеческой стороны не только Директор Скиннер, но и его мать; а Мартин Шин оставил глубокий отпечаток в истории семейки Симпсонов». А Нэйтан Дитум из «Total Film» внёс Мартина Шина в свой список «20 лучших приглашённых знаменитостей».
О данной серии отрицательно отзываются создатель мультсериала Мэтт Гроунинг (он назвал эту серию одной из своих самых нелюбимых серий, также он признал серию ошибкой в интервью журналу Rolling Stone) и актёр, озвучивающий Скиннера — Гарри Ширер. Тем не менее, о данной серии положительно отзывался Кен Килер, который считает данную серию своей самой лучшей работой на телевидении. Также данную серию любят тогдашние исполнительные продюсеры сериала Билл Оукли и Джош Вайнштейн, которые всегда защищают эту серию в комментариях на DVD.